# Xmas Story
«Xmas Story» (с англ. — «Рождественская история») — четвёртый эпизод второго сезона мультсериала «Футурама». Робота-Санта-Клауса, одного из ключевых персонажей эпизода, озвучил Джон Гудмен. Североамериканская премьера этого эпизода состоялась 19 декабря 1999 года.

## Содержание
Лыжная прогулка заставляет Фрая вспомнить о Рождестве и о XX веке. Чтобы отвлечь его от ностальгии, команда «Межпланетного экспресса» берется провести Рождество, как это принято в 3000 году.
Лила чувствует себя ещё более одинокой, чем Фрай, и тот покупает ей подарок — попугая. Бендер в это время идет на бесплатную раздачу алкоголя бедным роботам. Но в Рождество выходить на улицу надо очень осторожно — в 2801 году был создан робот Санта-Клаус, который должен был автоматически определять, кто достоин поощрения, а кто — наказания, однако в результате ошибки в программе теперь он расстреливает всех подряд. Зная это, Лила отправляется на выручку к Фраю.
От преследования Санты героям удается уйти лишь благодаря смекалке Зойдберга и слаженной работе всей команды. Празднование продолжается под песню «Санта-Клаус расстреливает тебя» (англ. Santa Claus Is Gunning You Down). В это время Санта, пролетая над городом, обещает вернуться, когда его никто не будет ждать — в следующее Рождество.

## Персонажи
Список новых или периодически появляющихся персонажей сериала
- Дебют: Голова Конан О’Брайен
- Хэтти МакДугал
- ЛаБарбара Конрад
- Линда
- Морбо
- Зубастик
- Робопроповедник
- Дебют: Робот-Санта
- Дебют: Малыш Тимми
- Раоул

## Критика
Серия заняла 10 место среди «27 классических телевизионных серий» по версии Алинды Уит из еженедельника Entertainment Weekly.